# Pe Tocile-i ortodox templom
A bolgárszegi Szentháromság ortodox templom, közismert nevén Biserica pe Tocile (Pe Tocile-i templom; magyarul ismert még köszörűpataki vagy felsőbolgárszegi templom néven is) a brassói Bolgárszeg Tocile nevű részén, a Doctor Vasile Saftu utcában áll. A 19. század elején építették a terjeszkedő külváros felső részén lakó ortodox hívek kérésére. A régi Brassó legmagasabban fekvő temploma.

## Története
A 18. század végére Bolgárszeg, Brassó románok lakta külvárosa már több, mint ezer családot számlált, és messzire kiterjeszkedve elfoglalta a magasan fekvő patakvölgyeket. A felső részeken lakó ortodox románokat nagy távolság választotta el a városrész egyetlen templomától, a Porondon álló Szent Miklós-templomtól, ezért már az 1770-es évektől kérvényezték, hogy egy új kőtemplomot építhessenek. Ezt az 1781. októberi türelmi rendelet lehetővé is tette, azonban a szász városvezetés mindannyiszor elutasította a kérelmet, különböző okokra hivatkozva, annak ellenére, hogy az ortodoxok magukra vállalták az építés költségeit, és megígérték, hogy nem alkalmaznak új papokat.
Az ortodoxok időközben, 1781. szeptemberében telket vásároltak a Pe Tocile környékén, amelyen kezdetben egy fakeresztet állítottak (ezt a keresztet egészen a 20. századig megőrizték, azonban az 1930-as években elpusztult). 1782-ben, 1783-ban, 1805-ben ismét kérvényekkel fordultak a városi tanácshoz, de elutasító választ kaptak (azonban 1788-ban engedélyezték egy új ortodox temető létrehozását). 1806-ban a tanács engedélye nélkül egy kis fakápolnát emeltek a keresztnél. 1812. júliusában végül engedélyezték egy templom építését, így 1813 nyarára elkészült egy fatemplom és megalapult az új egyházközség, 1819-ben pedig két lakóépületet emeltek a papok számára, melyek közül egyikben elemi iskola is működött.
A tulajdonképpeni kőtemplomot 1824 áprilisában kezdték építeni Andreas Dieners városi mérnök tervei alapján, a költségeket több, mint 16 000 forintra becsülték. A hívek példás összefogással teremtették elő az építéshez szükséges pénzt és adományokat; a helyi lakosokon kívül havasalföldi méltóságok és tisztviselők is adakoztak. 1825 nyarán a templomot levakolták és felépítették tornyát, toronygombjában az építésre vonatkozó iratokat helyeztek el. A bejárat mellett elhelyezett felirat szerint 1826-ban fejezték be az építkezést. 1831-ban szentelte fel Vasile Moga püspök. 1855-ben kijavították, 1856-ban Constantin Lecca és Mișu Popp kifestették az épület belső és külső falait és ikonosztázát, toronyóráját 1857-ben szerelték fel.
Az 1880-as években szeretetházat létesítettek a templom mellett, a temetőben pedig egy kápolnát. 1901-ben az egyházközség egy ötszobás házat vásárolt az Ilie Birt utcában, amelyet elemi iskolaként és lakásokként rendeztek be. 1909-ben kórust alapítottak. 1913-ban restaurálták a festményeket, a templomot pedig Vasile Saftu újraszentelte. 1921-ben új harangokat szereltek fel (a régi harangok közül kettőt elvitt az osztrák–magyar hadsereg az első világháború alatt, hogy fegyvereket öntsön). 1945–46-ban kijavították, alapzatát megerősítették, festményeit restaurálták és újraszentelték, udvarát lekövezték. 1982-ben és 2001–2003-ban ismét felújították.

## Leírása

### A templom
A Vasile Saftu utca (egyes magyar forrásokban Malomárok) 57. szám alatt áll, az úgynevezett Malul Bisericii-n (Templom-domb). A város legmagasabban fekvő temploma (Brassópojána városnegyed új fatemplomát nem számítva). Egyhajós, keletelt, gótikus stílusú; hosszúsága 35 méter, szélessége 11,5 méter, a torony magassága 32 méter. A tornyot piros-sárga-kék színű zománcozott cserép fedi.
1967-től műemlék, a romániai műemlékek jegyzékében BV-II-a-B-11557 kód alatt szerepel. A templom udvarában még helyet kapott a paplak, az egyházközség irodája, és egy idősotthon.
A templom közelében, attól délre feküdt a Grădina lui Țimăn, egy nagy, füves-erdős terület, melyben a zsunik már a legrégibb időktől fogva húsvéti mulatságokat, vetélkedéseket, hagyományőrző tevékenységeket tartottak. A Țimăn név valószínűleg magyar eredetű („címén”), és kezdetben egy bolgárszegi szomszédság területére utalhatott. Egyes román legendák szerint a Grădina lui Țimănben temették el Salamon magyar királyt, aki a Salamon-kőnél lelte halálát. A terjeszkedő temető részben bekebelezte a helyet, felső részét az 1980-as években sípályaként használták.

### A temető
A templomhoz tartozó 2,3 hektáros temető a legnagyobb a Bolgárszegen; sokkal nagyobb, mint a középkori Szent Miklós-templom temetője. 1788-ban létesítették, a 21. század elején 4000 sírhelyet tartalmazott. Számos neves brassói nyugszik itt: Constantin Lacea filológus, Dumitru Lupan botanikus, Vasile Greceanu, Bonifatie Pitiș, Nicolae Chicomban papok, Ioan Vătășan iskolaigazgató, Ioan C. Panțu és Gheorghe Prejmerean tanárok. 1863-ban ide temették Andrei Mureșanu költőt is, a hívek tiltakozásának ellenére (akik azt kifogásolták, hogy Mureșanu görögkatolikus volt). 1883-ban koporsóját átszállították a Groaveri-i ortodox temetőbe.
A temetőben egy bizánci stílusú mauzóleum is található, mely a két világháborúban elesett román hősöknek állít emléket, és körülbelül 200 katona maradványait tartalmazza.

## Képek

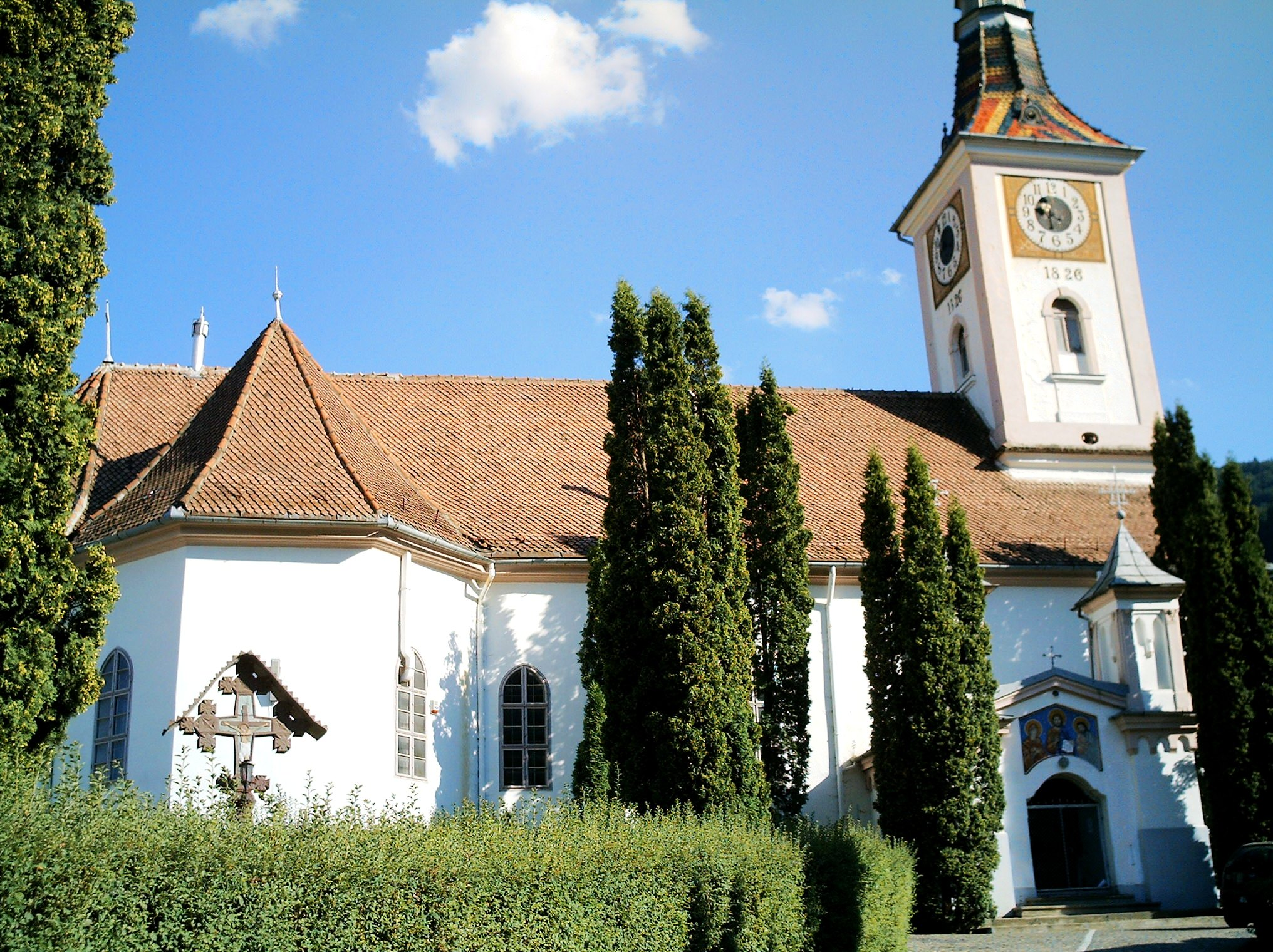
A templom
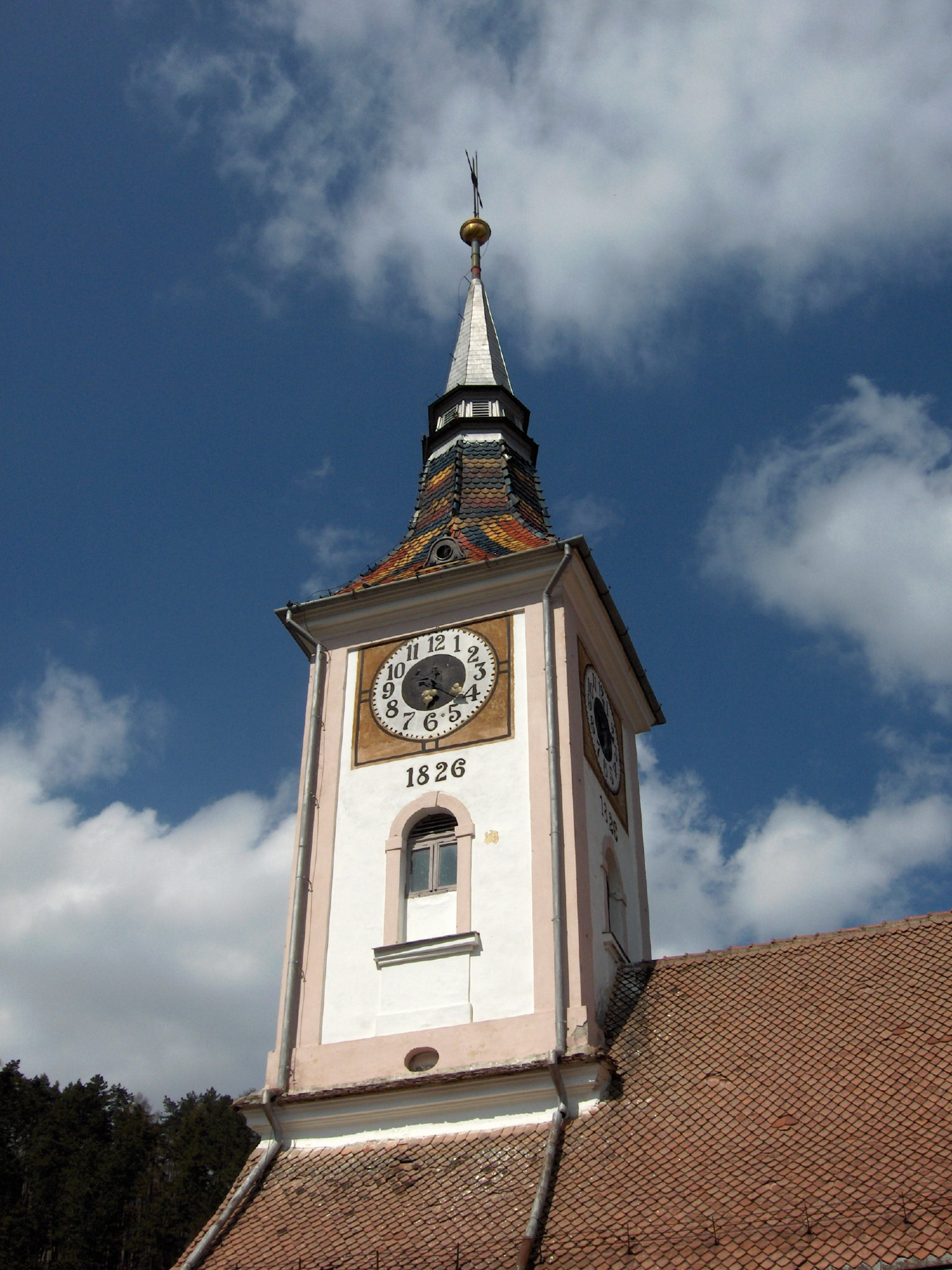
Tornya
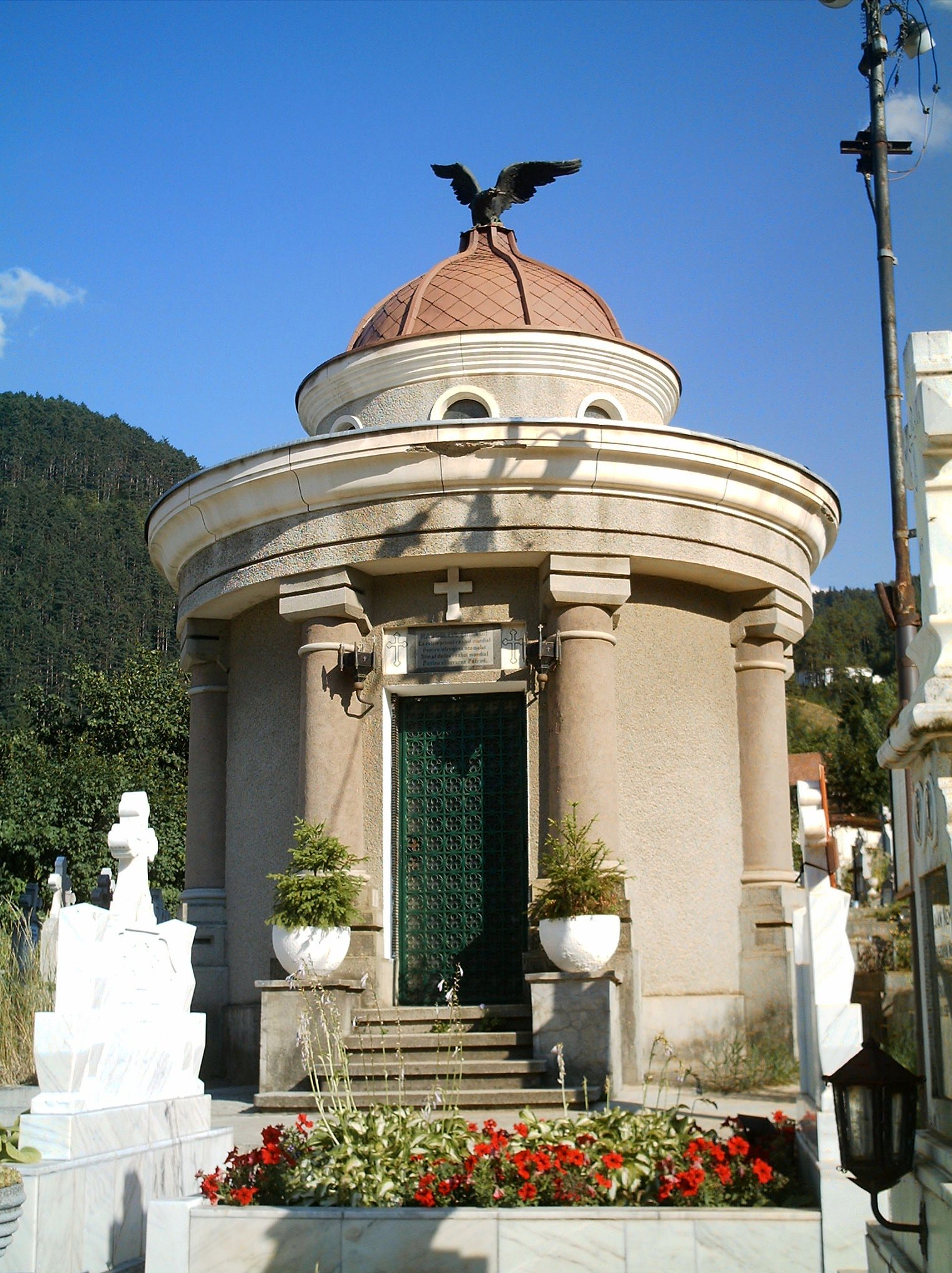
A mauzóleum
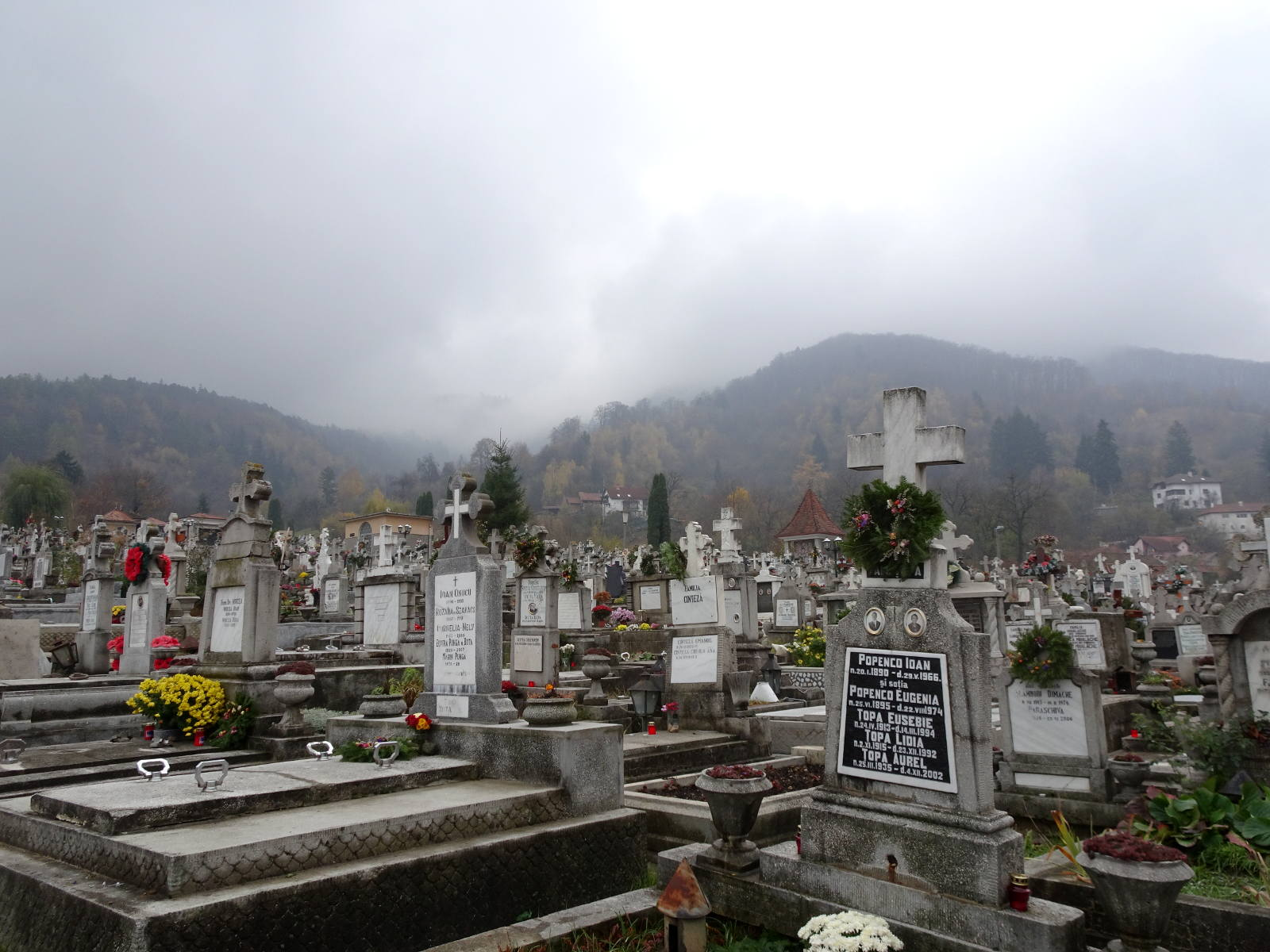
A temető